# Karel Severin
Karel Severin (Praga, 21 ottobre 1899 – ...) è stato un calciatore cecoslovacco, di ruolo attaccante.

## Carriera

### Nazionale
Debutta il 24 maggio 1925 giocando contro l'Austria in amichevole (3-1) e nell'occasione sigla anche un gol nella sua unica partita internazionale giocata con la Cecoslovacchia.